# Arroyo de Abengibre
Arroyo de Abengibre är ett periodiskt vattendrag i Spanien.   Det ligger i provinsen Provincia de Albacete och regionen Kastilien-La Mancha, i den centrala delen av landet, 230 km sydost om huvudstaden Madrid.